# Francis Dundas
Francis Dundas (vers 1759 – 15 janvier 1824) est un général britannique et gouverneur de la Colonie du Cap entre 1798 et 1803.
Francis Dundas est le deuxième fils de Robert Dundas d'Arniston et de Jean Grant, et le neveu de Henry Dundas (1er vicomte Melville), secrétaire à la guerre.

## Carrière militaire
Il est nommé dans les Grenadier Guards en 1775. Il est transféré au 45e régiment d'infanterie en 1783 et au The Royal Scots (The Royal Regiment) en 1787. Il sert lors de la Guerre d'indépendance des États-Unis sous Charles Cornwallis, à la bataille de Clapp's Mills  la Bataille de Greenspring Farm et au siège de Yorktown.
En 1796, il commande la brigade écossaise (plus tard 94e régiment d'infanterie) campée à West Barns. Il est remplacé par le général Hill.
Il reçoit l'ordre de se rendre au Cap en août 1796 après la première occupation britannique pour devenir major-général et commandant des forces en mai 1797. Il est gouverneur du 21 novembre 1798 au 9 décembre 1799 et de nouveau du 20 avril 1801 au 20 février 1803, lorsque la colonie est rendue à la République batave conformément au traité d'Amiens signé le 27 mars 1802. La révolte Graaff Reinet de 1798 et la troisième guerre de frontière ont lieu quand il est gouverneur. Son administration est perçue comme autocratique mais juste.
Après le Cap, il occupe plusieurs postes militaires importants en Grande-Bretagne. Il commande la division Kent de l'armée rassemblée sur la côte sud de l'Angleterre sous David Dundas pendant une partie des alarmes d'invasion de 1804-5.
Il est promu général à part entière le 1er janvier 1812 et devient colonel du 71e régiment d'infanterie (Glasgow Highland Light Infantry) de 1809 jusqu'à sa mort en 1824.

## Famille
Francis Dundas épouse Eliza Cumming, fille de John Cumming, baronnet. le 22 janvier 1800 à l'aumônerie des forces britanniques au Cap et ils ont :
1. Francis Dundas né le 16 janvier 1801 à Cape Town
2. Robert Dundas né le 3 novembre 1805 à Berwick sur Tweed
3. Caroline Dundas née le 21 janvier 1807 à St.John, Newcastle
4. Wedderburn Dundas
5. Henrietta Dundas
6. Alexandre Dundas